# Кузьменки (Кременчуцький район)
Кузьменки́ — село в Україні, у Горішньоплавнівській міській громаді Кременчуцького району Полтавської області. Населення становить 60 осіб.

## Географія
Село Кузьменки знаходиться на лівому березі річки Псел, у місці впадання в неї річки Рудька. Вище за течією річки Псел на відстані в 2,5 км розташоване село Крамаренки, нижче за течією на відстані 1,5 км розташоване село Кияшки, на протилежному березі — село Романки.

## Історія
Присутні сліди перебування древніх людей. Неподалік села існує поселення – неоліт (V тис. до н.е.), катакомбна культура (ХІХ – XVIII ст. до н.е.), доба пізньої бронзи – раннього залізного віку (кін. ІІ – поч. І тис. до н.е.) (археол.) Знаходиться за 1,50 км на схід від окраїни села та за 0,65 км на південний захід від колишньої МТФ знятого з обліку с. Кириленки.
Виявлене В.В.Шерстюком влітку 2007 р., повторно обстежувалося О.Б.Супруненком восени того ж року. Розташоване на північ від групи курганів III, в околицях с. Кузьменки, по схилу тераси лівого берега старого русла р. Рудька. Площа визначається за скупченнями кераміки, а здебільшого – трощених кісток. Становить вона близько 0,4 га (100 х 40 м). Територія поселення розорюється, краї схилу задерновані. Підйомні матеріали досить численні, особливо це стосується остеологічних решток, що свідчить про тривалість існування поселення на цьому місці. До найдавнішого етапу заселення відносяться фрагменти горщиків києвочеркаської культури дніпро-донецької культурної спільноти доби неоліту. Найбільша кількість уламків кераміки належить катакомбній культурі, дещо менша – епосі пізньої бронзи або початку раннього залізного віку. Ближче до насипу кургану збільшується концентрація черепків XIX-ХХ ст., що позначають розміщення тут садиб знесеного у 1970-х рр. с. Остапці. Шурфування і розкопок на поселенні не проводилося.
Також довкола села існує декілька курганів та курганих груп різних періодів. 

## Населення
За переписом населення України 2001 року в селі мешкало 58 осіб.